# Sadie Frost
Sadie Frost, född 19 juni 1965 i London, är en brittisk skådespelerska som bland annat har medverkat i filmen Bram Stoker's Dracula.

## Privatliv
När hon var 16 år, och medverkade i en musikvideo, träffade hon Gary Kemp i gruppen Spandau Ballet. De gifte sig 1988 och fick en son 1990. De skilde sig 1995. Under filminspelningen av Shopping träffade hon skådespelaren Jude Law. De gifte sig 1997 och fick tre barn, födda 1996, 2000 och 2002. Frost och Law skilde sig 2003. Hon är syster till skådespelarna Holly Davidson och Jade Davidson, och hon är vegetarian sedan barndomen.